# بابینگتس
بابینگتس (به لهستانی:  Babieniec) یک روستا در لهستان است که در گمینا کورشه واقع شده‌است. بابینگتس ۱۲۵ نفر جمعیت دارد.